# Alan Rubin
Alan Rubin (* 11. Februar 1943 in New York City; † 8. Juni 2011 ebenda), auch bekannt als „Mr. Fabulous“, war ein US-amerikanischer Musiker. Er spielte Trompete, Flügelhorn und Piccolotrompete.

## Leben
Rubin war Absolvent der Juilliard School of Music. Er war Mitglied der Saturday Night Live Band, mit dieser spielte er 1996 bei der Abschlusszeremonie der Olympischen Spiele. Weiterhin war er Mitglied der Blues Brothers, er war Darsteller des „Mr. Fabulous“ in dem Film Blues Brothers von 1980, außerdem in der Fortsetzung Blues Brothers 2000.
Rubin hat mit einer Vielzahl von Künstlern gespielt, darunter Frank Sinatra, Frank Zappa, Duke Ellington, Blood, Sweat & Tears, Eumir Deodato, Sting, Aerosmith, The Rolling Stones, Paul Simon, James Taylor, Frankie Valli, Eric Clapton, Billy Joel, B. B. King, Miles Davis, Yoko Ono, Peggy Lee, Aretha Franklin, James Brown und Dr. John. Er starb im Juni 2011 im Memorial Sloan-Kettering Cancer Center in New York City an Lungenkrebs.